# Marion Jones (tenisačica)
 Marion Jones Farquhar, ameriška tenisačica, * 2. november 1879, Gold Hill, Nevada, ZDA, † 14. marec 1965, Los Angeles, ZDA.
Štirikrat se je uvrstila v finale turnirja za Nacionalno prvenstvo ZDA v posamični konkurenci. Dvakrat je turnir osvojila, leta 1899 je v finalu premagala Maud Banks, leta 1902 pa Elisabeth Moore, leta 1898 jo je premagala Juliette Atkinson, leta 1903 pa Elisabeth Moore. Na turnirjih za Prvenstvo Anglije se je najdlje uvrstila v četrtfinale leta 1900. V konkurenci ženskih dvojic se je trikrat uvrstila v finale turnirja za Nacionalno prvenstvo ZDA, edino zmago je dosegla leta 1902 skupaj z Juliette Atkinson, leta 1901 je osvojila turnir tudi v konkurenci mešanih dvojic skupaj z Raymondom Littlom. Nastopila je na Olimpijskih igrah 1900, kjer je osvojila bronasti medalji v konkurenci posameznic in mešanih dvojic skupaj z Lauriejem Dohertyjem.
Tudi njena sestra Georgina Jones je bila tenisačica.

## Finali Grand Slamov

### Posamično (4)

#### Zmage (2)
| Leto | Turnir                       | Nasprotnica v finalu | Rezultat finala |
| 1899 | Nacionalno prvenstvo ZDA     | Maud Banks           | 6–1, 6–1, 7–5   |
| 1902 | Nacionalno prvenstvo ZDA (2) | Elisabeth Moore      | 6–1, 1–0 pred.  |

#### Porazi (2)
| Leto | Turnir                       | Nasprotnica v finalu | Rezultat finala         |
| 1898 | Nacionalno prvenstvo ZDA     | Juliette Atkinson    | 3–6, 7–5, 4–6, 6–2, 5–7 |
| 1903 | Nacionalno prvenstvo ZDA (2) | Elisabeth Moore      | 5–7, 6–8                |

### Ženske dvojice (3)

#### Zmage (1)
| Leto | Turnir                   | Partnerica        | Nasprotnici v finalu         | Rezultat finala |
| 1902 | Nacionalno prvenstvo ZDA | Juliette Atkinson | Maud Banks Winona Closterman | 6–2, 7–5        |

#### Porazi (2)
| Leto | Turnir                       | Partnerica      | Nasprotnici v finalu             | Rezultat finala |
| 1901 | Nacionalno prvenstvo ZDA     | Elisabeth Moore | Juliette Atkinson Myrtle McAteer | default         |
| 1903 | Nacionalno prvenstvo ZDA (2) | Miriam Hall     | Elisabeth Moore Carrie Neely     | 6–4, 1–6, 1–6   |

### Mešane dvojice (1)

#### Zmage (1)
| Leto | Turnir                   | Partnerica     | Nasprotnici v finalu         | Rezultat finala |
| 1901 | Nacionalno prvenstvo ZDA | Raymond Little | Myrtle McAteer Clyde Stevens | 6–4, 6–4, 7–5   |